# Weicherdange
Weicherdange es una localidad perteneciente a la comuna de Clervaux, en el cantón de Clervaux, Luxemburgo.

## Geografía
Se encuentra a una altitud de 493 m s. n. m.

## Demografía
Hasta febrero de 2024 la población era de 332 habitantes.
| Gráfica de evolución demográfica de Weicherdange entre 1981 y 2024 |
|                                                                    |
| Datos según City Population y Clervaux.lu.                         |